# Fahda bint Assi Al Churaym
La princesse Fahda bint Assi Al Churaym, de la tribu des Chammar, en arabe الأميرة فهدة بنت العاصي بن كليب بن شريم الشمّري (Faḥda bint °Āṣṣī ben Kalīb ben Chouraym ach-chammarīy) est la mère du roi Abdallah ben Abdelaziz Al Saoud d'Arabie saoudite.
Issue de la branche Abde de la tribu des Chammar, Fahda épouse tout d'abord Saoud ben Abdelaziz ben Mutaïb Al Rachid, émir de Haïl (1910-1920), dont elle a un fils, Michaal ben Saoud Al Rachid (1913-1931),
مشعل بن سعود آل رشيد.
Après l'assassinat de Saoud (1920) par son cousin et successeur Abdallah ben Mutaïb ben Abdelaziz Al Rachid et la chute de la dynastie des Al Rachid (1921), leur vainqueur Abdelaziz ben Abderrahman dit Ibn Saoud (1880-1953), émir du Nejed et futur roi de l'Arabie saoudite, pour asseoir définitivement sa conquête et la domination de la dynastie des Al Saoud, se montre magnanime vis-à-vis des vaincus, et prend Fahda comme douzième épouse.
Elle lui donne un fils et deux filles :
- Abdallah ben Abdelaziz Al Saoud (1923-2015), roi d'Arabie saoudite de 2005 à 2015.
- La princesse Ṣīta
- La princesse Nouf

La tribu des Chammar, à laquelle les Al Rachid et Fahda appartiennent, est une des plus importantes tribus du Moyen-Orient.